# Komahashi
Le Komahashi (駒橋) était un navire auxiliaire exploité par la Marine Impériale Japonaise entre les années 1910 et la Seconde Guerre mondiale. De type ravitailleur de sous-marins à partir de 1914, il n'effectue que très rarement ce type de mission, étant utilisé comme navire océanographique dans le Pacifique. Durant la guerre du Pacifique, il sert de navire kaibokan, escortant des convois de navires marchands.

## Conception
Le navire est conçu et construit en tant que cargo nommé Komahashi Maru (運送船 駒橋丸, Unsōsen Komahashi Maru) à l'arsenal naval de Sasebo. Sa quille est posée le 7 octobre 1912 et il est lancé le 21 mai 1913. Il est construit à l'origine pour approvisionner le district de garde de Mako de la Marine Impériale Japonaise, situé dans les îles Pescadores entre Taïwan et la Chine. De dimensions standards, le navire est équipé deux chaudières à charbon Hayabara produisant 1 825 chevaux et actionnant deux hélices, le propulsant à une vitesse de 14 nœuds. En 1932, il est équipé de deux moteurs diesel Ikegai et armé de deux canons 12 livres QF 12 cwt ainsi qu'un canon antiaérien Type 3 80 mm.

## Historique
Du 20 janvier au 23 mai 1914, le Komahashi reste basé au district naval de Sasebo, où il est converti en ravitailleur de sous-marins. Peu de temps après, le 16 août 1914, il est reclassifié en navire kaibokan de 2e classe et affecté à la 4e division de torpilleurs.
Le 1er avril 1920, il est classé en tant que « navire de récupération de torpilles » (水雷母艦, Suiraibokan).
Le 1er décembre 1924, le Komahashi est nouveau classifié comme ravitailleur de sous-marins, mais sa tâche principale lors des années suivantes est celle d'un navire hydrographique, traçant la zone autour des Pescadores et de la côte chinoise.

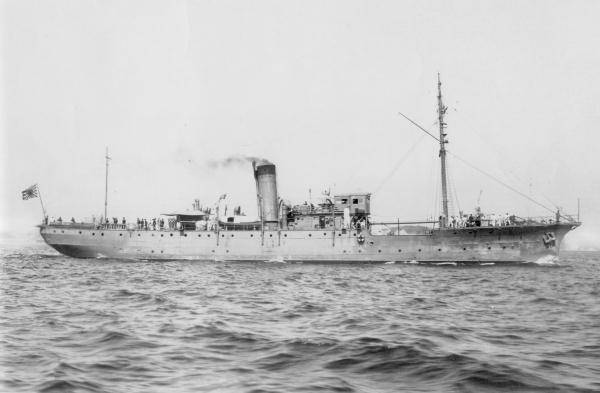
Le Komahashi à Yokosuka en 1933.

Le 1er octobre 1931, le Komahashi est affecté au district naval de Yokosuka et envoyé à l'arsenal naval de Yokosuka début 1932 pour une modernisation de ses moteurs et l'installation de multiples instruments de mesure, de laboratoires et d'embarcations à usage scientifiques, des travaux qui dureront jusqu'en novembre 1932. Après sa modernisation, il mène des missions océanographiques autour du détroit de Luçon, des îles du mandat du Pacifique, dans les îles Kouriles et près de la péninsule de Kamtchatka, recueillant des données sur les courants océaniques, la salinité, la topographie sous-marine et les ressources halieutiques. C'est au cours de l'une de ces expéditions qu'est découvert le mont sous-marin Komahashi, un volcan sous-marin à l'extrémité nord de la crête de Kyūshū-Palaos, en mer des Philippines.
Le 19 août 1937, le Komahashi est transféré dans la 3e flotte dans laquelle il participe à des opérations militaires le long des côtes de la Chine, au cours de la seconde guerre sino-japonaise. Le 10 octobre 1937, il est affecté à la flotte régionale de Chine (en).
À partir de juin 1939, le Komahashi est de nouveau assigné au district naval de Yokosuka, où il effectue des missions d'arpentage et des patrouilles dans la zone des îles du mandat du Pacifique Sud. En 1941, il est équipé de charges de profondeur et de six canons 25 mm Type 96.
Début 1942, le navire escorte des convois entrants et sortants du port de Yokosuka. Le 7 juillet 1942, il prend part au sauvetage des survivants du SS Haruna Maru, navire à passagers de 10 420 tonnes s'étant échoué à Omaezaki lors d'une opération de transport pour l'Armée impériale japonaise. Le Komahashi est réaffecté dans la 5e flotte, opérant dans les eaux du nord. En août-septembre 1942, il sonde les îles Aléoutiennes pendant l'invasion japonaise. Il est gravement endommagé par les avions américains à Kiska le 29 septembre et est forcé de se retirer à l'arsenal naval de Yokosuka pour des réparations.
Le 1er novembre, il est de nouveau affecté au district de Yokosuka, où il effectue 38 missions d'escorte de convoi et de transport dans les eaux de l'archipel japonais tout au long de l'année 1943.
Le 16 janvier 1944, le Komahashi devient navire amiral du 3e groupe d'escorte et est basé à Owase (préfecture de Mie), effectuant une expédition autour de la péninsule de Kii. Au cours de l'année 1944, il reçoit de nouveaux canons antiaériens, dont des Type 96 supplémentaires, deux mitrailleuses Hotchkiss 13,2 mm et deux mitrailleuses Arisaka Type 92.
Le 15 avril 1945, il est navire amiral de la 4e division d'unité d'attaque basée à Owase. La division comprend 60 vedette-suicide Shin'yō, 24 sous-marins de poche Kairyu et quatre sous-marin de poche suicide Kaiten.
Le 27 juillet, il est attaqué et coulé dans les eaux peu profondes à Owase par des avions Alliés de la Task Force 38. L'épave est abandonnée jusqu'à la capitulation du Japon et officiellement rayée des listes le 30 novembre 1945. Le 20 septembre 1948, elle est renflouée et remorquée à Nagoya, où elle est démolie en 1949.